# Яструб новокаледонський
Яструб новокаледонський (Accipiter haplochrous) — хижий птах роду яструбів родини яструбових ряду яструбоподібних. Ендемік Нової Каледонії.

## Опис
Довжина птаха 32–40 см, розмах крил 58–74 см. Виду притаманний статевий диморфізм, самки важать 227–281 г, тоді як самці 152–218 г.
Це птахи середнього розміру з міцним дзьобом і коротким хвостом. Кінці крил виступають на кілька сантиметрів за кінчик хвоста. Вид має дві морфи. Зазвичай птахи майже повністю темно-сірого кольору, темнішого на спині і світлішого на горлі і верхній частині грудей. На грудях часто трапляються світлі плямки або смужки. Решта тіла, а саме живіт і стегна білосніжні й сильно контрастують з верхньою частиною тіла. Іноді трапляються птахи, в яких груди й горло також повністю білі, але таких птахів меншість.
Крім новокаледонського яструба на Новій Каледонії мешкає ще бурий яструб, однак сплутати ці два види неможливо, оскільки вони сильно різняться забарвленням.

## Поширення
Цей вид птахів є ендеміком Нової Каледонії. Він населяє мангрові і тропічні ліси на висоті від 0 до 1300 м над рівнем моря. У порівнянні з бурим яструбом, новокаледонський яструб віддає перевагу густішим лісам.

## Раціон
Птах харчується ящірками, комахами, невеликими гризунами (наприклад, полінезійськими щурами), іноді птахами.

## Розмноження
Сезон гніздування триває з вересня по грудень. Зазвичай в кладці 3 яйця. Тривалість інкубації і швидкість зростання пташенят невідома.

## Збереження
МСОП вважає стан цього виду близьким до загрозливого. Основну небезпеку становить знищення середовища проживання птаха. Популяцію нараховують в 1500–7000 птахів і їх число зменшується.